# فرمان جدایی طبقاتی
فرمان جدایی طبقاتی (به ژاپنی: 身分統制令, Mibun Tōsei Rei) قانونی بود که از سه ماده تشکیل شده بود. این قانون توسط تویوتومی هیده‌یوشی در ۸ اکتبر ۱۵۹۱، نوزدهمین سال از دوره تنشو در دوره آزوچی-مومویاما صادر شد.
طبق این قانون سامورایی‌ها و ملازمان آنها (بوکه هوکونین) به نوبه خود به دو گروه چوگن و کومونو تقسیم می‌شدند، سامورایی‌ها از تبدیل شدن به دهقانان یا بازرگانان ممنوع می‌شدند، و همچنین دهقانان را از رها کردن مزارع به هدف شرکت در تجارت یا گرفتن دستمزد جنگجویان ممنوع می‌کرد. همچنین استخدام بوکه هوکونین‌هایی که از اربابان اصلی خود گریخته بودند ممنوع شد. مجازات‌هایی را نیز برای کسانی که این مقررات را نقض می‌کردند تعیین شد. هدف آن تأمین درآمد پایدار از مالیات زمین و استقرار رزمندگان با توجه به حمله قریب‌الوقوع تهاجم هیده‌یوشی به کره (۱۵۹۸–۱۵۹۲) بود.

## ترجمه حکم
1. مردم شهر و کشاورزان باید بررسی کنند که آیا سامورایی‌ها، چوگن‌ها یا کومونوها از زمان لشکرکشی علیه داته ماسامونه در ولایت موتسو در هفتمین ماه سال گذشته، به بازرگان یا کشاورز تبدیل شده‌اند. اگر چنین افرادی پنهان شوند، کل روستا مجازات خواهد شد.
2. اگر هر دهقانی مزارع خود را رها کند و به تجارت یا کار مزدی بپردازد، نه تنها خود کشاورز بلکه هم روستاییانش مجازات می‌شوند. افرادی که درگیر خدمت سربازی یا مشغول کار در مزارع نیستند مورد تحقیق و اخراج قرار می‌گیرند. اگر یک مقام رسمی این دستورالعمل‌ها را اجرا نکند، زمین‌های خود او به دلیل سهل انگاری توقیف می‌شود. در صورت پنهان‌کاری توسط اهالی یا کشاورزان، کل بخش یا روستا پاسخگو خواهند بود.
3. کسی را که ارباب قبلی خود را بدون اجازه ترک کرده‌است استخدام نکنید. پیشینه یک فرد را کاملاً تحقیق کنید تا اطمینان حاصل کنید که چنین کاری نکرده‌است. اگر چنین کاری کرده باشد، باید دستگیر و به ارباب قبلی تحویل داده شود اگر این قانون نادیده گرفته شود یا اگر یک متخلف قانون به عمد آزاد شود، دستور داده می‌شود که دو یا سه نفر در محل متخلف سر بریده شوند و سر آنها به ارباب سابق وی تحویل داده شود. همچنین شخصی که به دنبال استخدام متخلف بوده نیز مجازات خواهد شد.

## نظریه تاکاگی شوساکو
هرچند که قانون جدایی به‌طور گسترده‌ای قانونی در نظر گرفته شد و برای اولین بار سیستم طبقاتی سختگیرانه بعدی در شوگون‌سالاری توکوگاوا را براساس چهار شغل را ایجاد کرد، مورخ ژاپنی تاکاگی شوساکو معتقد است که در این دوره از تاریخ کلمهٔ «سامورایی» به جنگجویان گفته نمی‌شود بلکه بیشتر به «واکاتو» گفته می‌شود که درست مانند «چوگن» و «کومونو» ملازم جنگجویان بوده‌اند؛ بنابراین که ساختارهای طبقاتی اجتماعی مبهم تحمیل شده توسط فرمان جدایی طبقاتی در واقع به‌طور خاص برای «بوکه هوکونین‌ها» (ملازمان سامورایی‌ها)، از جمله واکاتو، چوژن و کومونو در نظر گرفته شده‌است، و نه برای بیشتر افرادی که مشغول خدمت نظامی بودند. طبق این نظریه، ساختار طبقاتی فئودالی. در ژاپن در واقع از نظر قانونی در سال ۱۵۹۱ اجباری نبود، اما خیلی دیرتر در دوره ادو به وجود آمد. با این حال، تاکاگی اذعان می‌کند که بخش‌هایی از فرمان مربوط به دهقانان به جدایی طبقاتی کمک می‌کرد.